# Cyclophora luteolaria
Cyclophora luteolaria là một loài bướm đêm trong họ Geometridae.